# 浅蓝灰曲霉
浅蓝灰曲霉（学名：Aspergillus caesiellus）是属于散囊菌目发菌科曲霉属的一种真菌，可生长在发霉的延龄草等基物上。该种分布于中国、孟加拉国、印度、巴布亚新几内亚、日本等地。